# Domingo Ramos
Domingo Antonio Ramos (né le 29 mars 1958) est un ancien joueur de baseball professionnel qui a été joueur de champ intérieur dans la Major League Baseball de 1978 à 1990. En 1982, avec les Mariners de Seattle, il a occupé les quatre positions du champ intérieur. Ramos a frappé plus de .200 seulement deux fois, .283 en 1983 et .311 en 1987, en 103 at-bats.
Ramos a obtenu son premier coup sûr en carrière le 23 mai 1980. Le 26 juin 1982, il a enregistré son premier RBI en carrière. Son premier home run en carrière a été réalisé le 17 avril 1983, lors d'une défaite 7-4 contre les Athletics d'Oakland. Sa première base volée en carrière est survenue deux jours plus tard, lors d'une défaite 6-2 contre les Twins du Minnesota. Son premier match de quatre coups sûrs en carrière a eu lieu le 8 septembre 1987, lors d'une victoire 7-0 contre les Indians de Cleveland.
Le 10 novembre 1978, il est échangé par les New York Yankees avec Dave Rajsich, Larry McCall, Sparky Lyle, Mike Heath et Cash aux Texas Rangers contre Greg Jemison, Paul Mirabella, Mike Griffin, Juan Beniquez et Dave Righetti.
En 1981, il a été sélectionné par les Mariners de Seattle parmi les Blue Jays de Toronto lors du repêchage de la règle 5.